# Zdzisław Kokot
Zdzisław Kokot (ur. 22 stycznia 1947 w Lesznie) – były polski lekkoatleta, specjalizujący się w skoku w dal, trener lekkoatletyczny.

## Życiorys
Wystąpił w skoku w dal na mistrzostwach Europy w 1969 w Atenach, ale z wynikiem 7,30 m odpadł w eliminacjach.
Kilkakrotnie był w wąskim finale mistrzostw Polski w tej konkurencji. Najlepsze miejsce, 5. zajął  w 1970 i 1973. 
W 1970 wystąpił w czterech meczach reprezentacji Polski, odnosząc 2 zwycięstwa indywidualne.
Rekord życiowy Kokota w skoku w dal wynosił 7,74 m (27 kwietnia 1969, Wrocław).
Był zawodnikiem klubu WKS Śląsk Wrocław.
Ukończył AWF w Poznaniu w 1974. Jest trenerem lekkoatletycznym klasy mistrzowskiej. Był m.in. trenerem kadry narodowej w skoku w dal. Pracuje w AZS-AWF Wrocław. Jego wychowankami są m.in. Roman Golanowski, Robert Maćkowiak i Paweł Kruhlik, a z zawodników zagranicznych rekordzista Azji Mohamed Salman Al-Khuwalidi z Arabii Saudyjskiej (trenowany przez niego w latach 2003-2004).